# Crocus City Hall
Crocus City Hall (ros. Кро́кус-Си́ти-холл) – hala koncertowa, zlokalizowana w Krasnogorsku. Otwarcie nastąpiło 25 października 2009 roku z udziałem biznesmena Arasa Agałarowa.
22 marca 2024 w budynku miała miejsce strzelanina oraz wzniecenie pożaru, w wyniku którego zawaliła się część dachu hali.

## Galeria

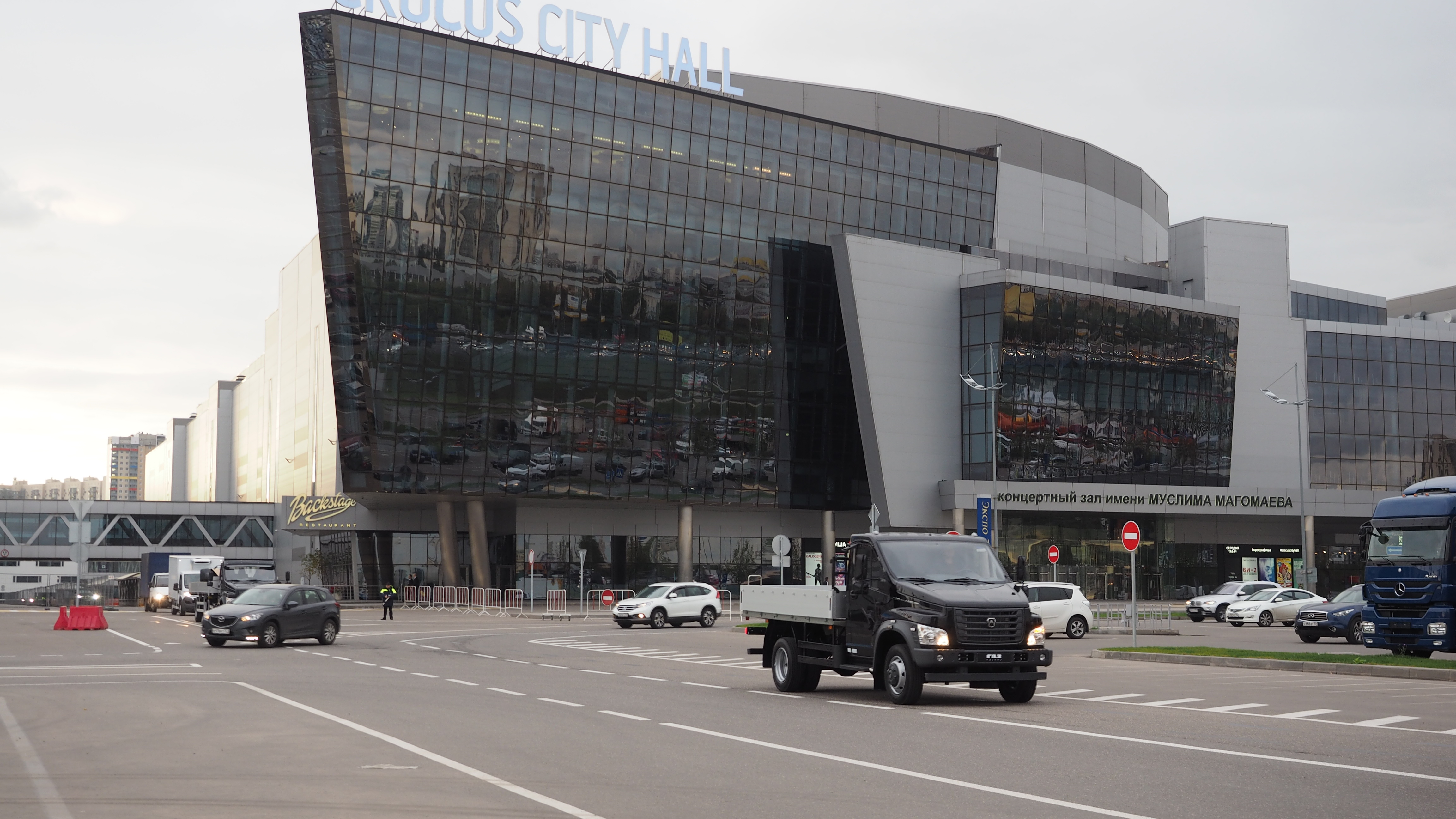
Zdjęcie budynku (2015)
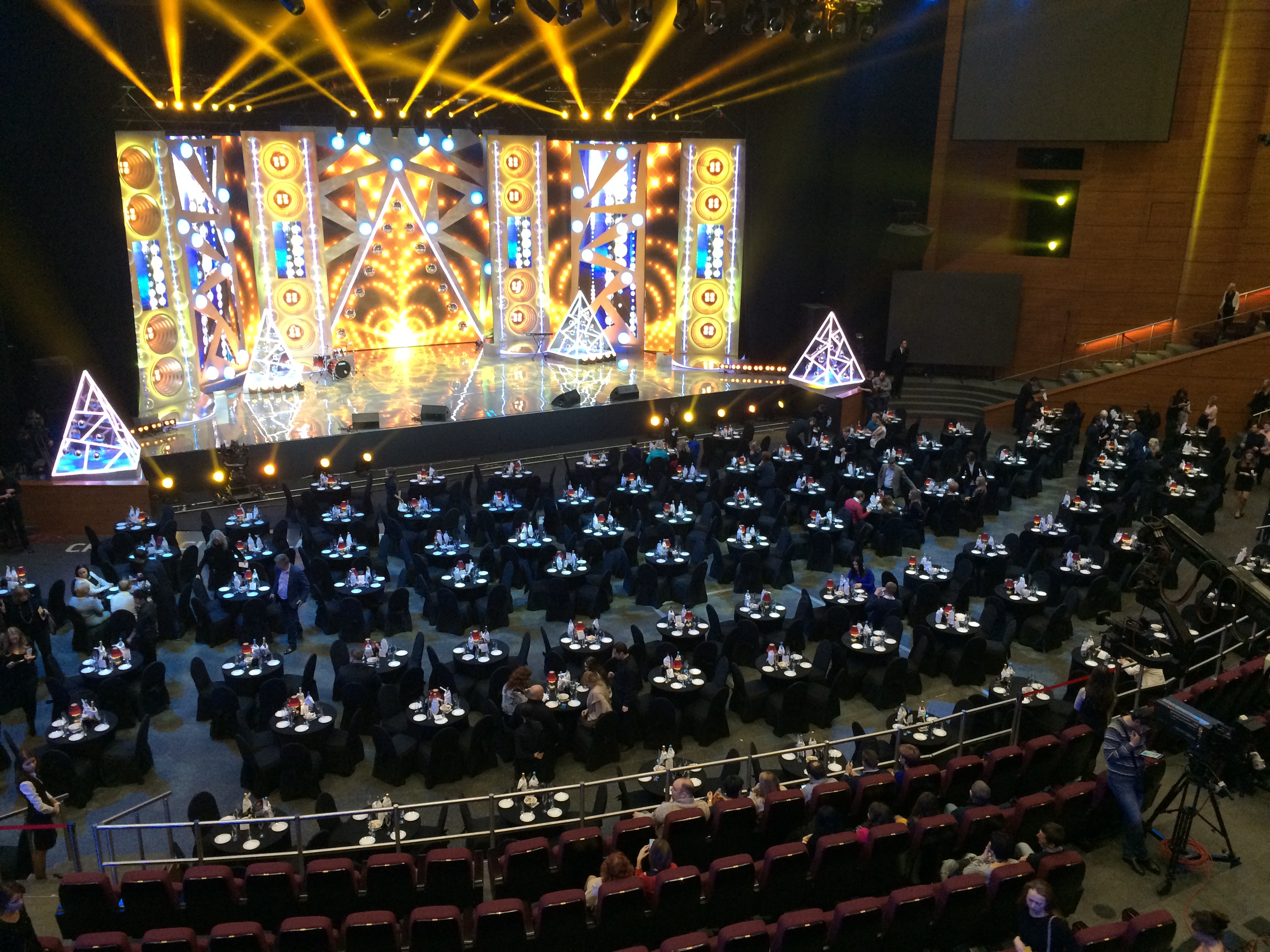
Środek sali podczas koncertu (2014)
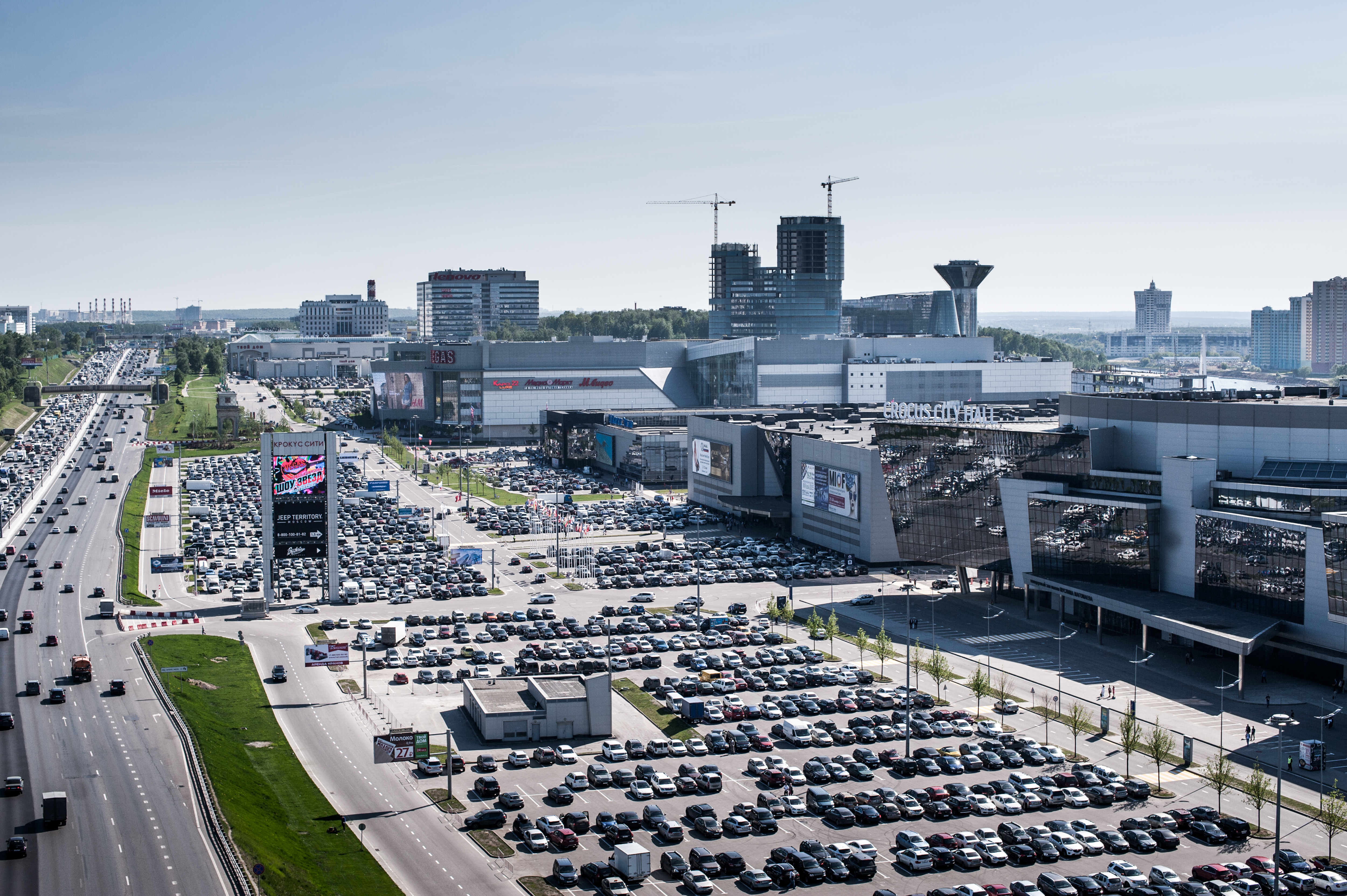
Widok na cały kompleks Crocus City(inne języki) (2015)
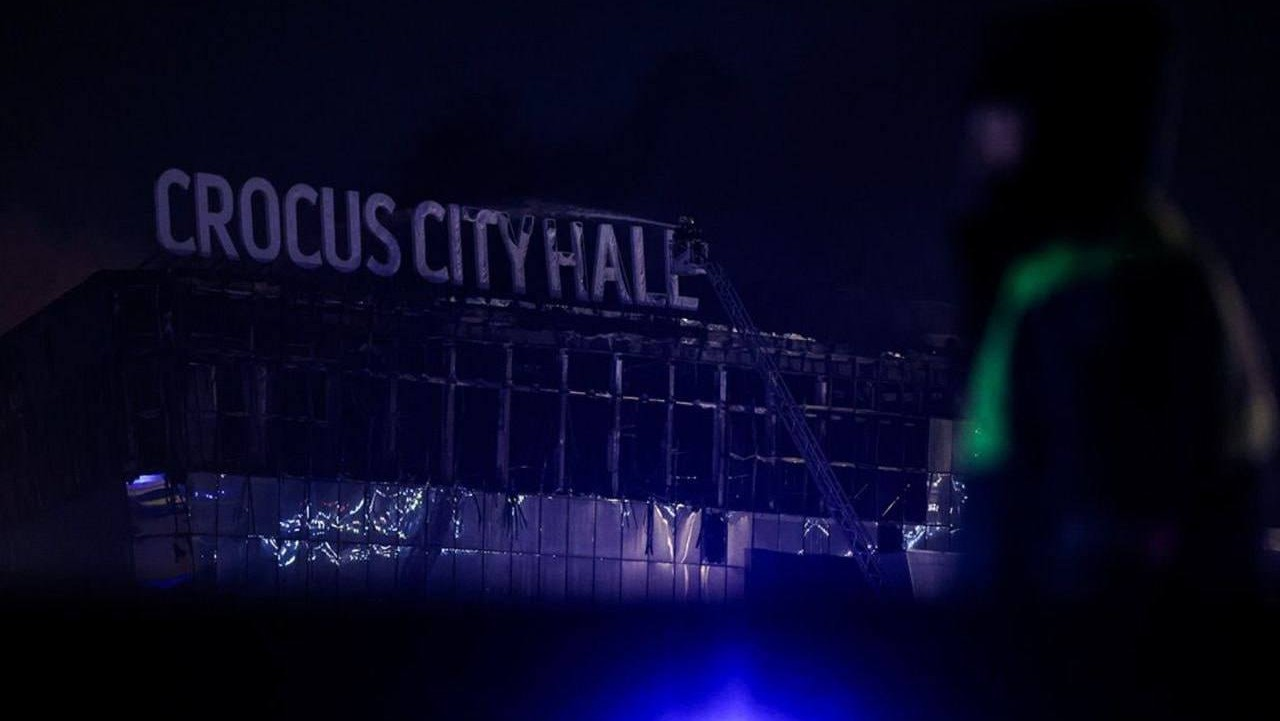
Napis "Crocus City Hall" po pożarze budynku w 2024 roku
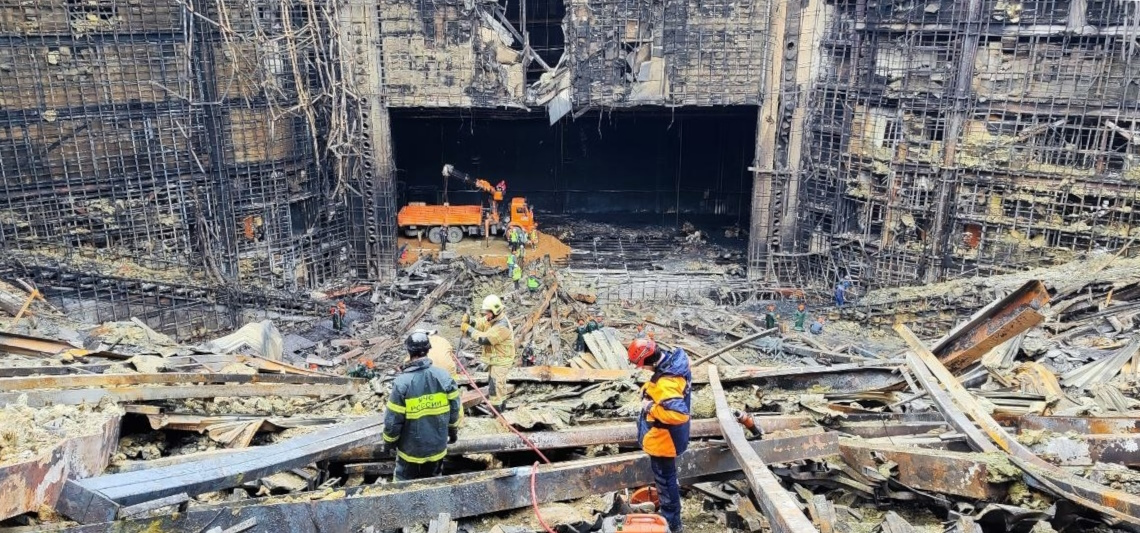
Zniszczone wnętrze budynku po ataku z 2024 roku